# Lasioglossum robertianum
Lasioglossum robertianum är en biart som först beskrevs av Cameron 1905.  Lasioglossum robertianum ingår i släktet smalbin, och familjen vägbin. Inga underarter finns listade i Catalogue of Life.